# オープンアクセス

オープンアクセスのロゴタイプ。開いた錠前のイメージ。
オープンアクセスではない情報（クローズドアクセス）のアイコンとして、次のようなアイコンがある。
これは閉じた錠前をイメージしている。

オープンアクセス（英: open access、OA）とは、研究成果（広義には学術情報、狭義には査読済み学術雑誌に掲載された論文）をインターネットを通じて誰もが無料で閲覧可能な状態に置くことを指す。また、クリエイティブ・コモンズのライセンスなどを用いた自由な再利用を認めることも定義の一つに含まれることが多い。
歴史的に、科学研究の成果発表は印刷出版を主体とした学術雑誌によって行われており、1990年代には大手出版社による学術雑誌市場の寡占と価格高騰が続いていた。このような従来の（非オープンアクセス）ジャーナルは、購読やサイトライセンス、ペイパービューのサブスクリプションを通じて、出版に掛かる費用を回収している。これに対抗し、学問の自由な共有を目指す動きが現れ、2001年に開催された会議およびそれをもとに2002年に公開された文書である Budapest Open Access Initiative (BOAI) によってオープンアクセスが方向づけられた。オープンアクセスジャーナルは、読者がジャーナルコンテンツを読むために支払う必要のない（例えば公的資金などの）資金調達モデルを持つことが特徴である。BOAIではオープンアクセス達成の方法として、研究者によるセルフアーカイブ（グリーンロード）とオープンアクセスの学術雑誌に投稿するゴールドロードを提示している。オープンアクセスは、査読付きおよび査読なしの学術雑誌記事、学術出版、学位論文、プロシーディング、書籍、モノグラフ、研究報告、画像など、あらゆる形式の研究成果に適用できる概念である。
2007年末にアメリカ合衆国で、アメリカ国立衛生研究所 (NIH) から予算を受けて行った研究の成果は、発表後一年以内に公衆が無料でアクセスできる状態にしなければならないことが法律で義務化されたのをはじめ、世界各国で対応が進められている。

## 定義
オープンアクセスとは、インターネット上で論文などの学術情報を無償で自由に利用できるようにすることである。代表的な定義としてBBB宣言と呼ばれるものが存在する。BBBはブダペスト、ベセスダ、ベルリンというオープンアクセスについての会議に関連した3つの地名の頭文字である。最も古い定義はブダペスト・オープンアクセス・イニシアティヴ (Budapest Open Access Initiative; BOAI) によるもので、2002年2月14日に公開され、オープンアクセスの定義としては最もよく知られたものとなっている。ベセスダ宣言はメリーランド州チェヴィーチェイスにあるハワード・ヒューズ医学研究所の会議を元に、2003年6月に発表された。アメリカ国立衛生研究所の所在地からベセスダ宣言と名づけられている。ベルリン宣言は、2003年10月に採択されている。
オープンアクセスの定義は大まかには共通の理解が存在するが、細部は異なっている。BOAIによる定義では「公衆に開かれたインターネット上において無料で利用可能であり、閲覧、ダウンロード、コピー、配布、印刷、検索、論文フルテキストへのリンク、索引付けのためのクローリング、ソフトウェアへのデータとして取り込み、その他合法的目的のための利用が、インターネット自体へのアクセスと不可分の障壁以外の、財政的、法的また技術的障壁なしに、誰にでも許可されること」とされる。日本国内ではオープンアクセスは「無料で閲覧できる論文」という意味で使われることが多く、フリーアクセスと混同されがちであるが、法的制限のない自由な再利用についてもオープンアクセスの要件の一つとされている。このように商業的な利用も含めた、コピーや配布を認めるものもいれば、自身のWEBサイトに無料公開さえすればオープンアクセスであると考えるものもいる。また、無料で公開される情報についても、査読つき学術雑誌の論文に限定するか、学術情報全般を扱うかといった差異もある。
オープンアクセス出版には多くの種類があり、OA出版社はこれらの方法の1つまたは複数を使用している。

### カラーネーミングシステム
オープンアクセスのタイプは、一般的に色で表現される。最も一般的な手法はグリーン、ゴールド、ハイブリッドのオープンアクセス形式である。ただし、他の多くのモデルや代替用語も使用されている。

### ゴールド（Gold OA）
オープンアクセス以前の従来の学術雑誌では、料金を支払うのは読者の側であったが、オープンアクセスジャーナルでは 論文掲載料（Article Processing Charge; APC）という費用を著者（研究者）が支払うことによって出版費用をまかない、読者が無料で閲覧できるようにしているものが多い。研究機関や学会が出版経費を負担することもあり、この場合は著者・読者ともに費用を払う必要がない。全額負担とはいかずとも一部負担すべく大学や研究機関で助成を行うケースもある。日本の科学技術振興機構 (JST) が運営を行う J-STAGEのように購読型ジャーナルに掲載されているが、WEB上では無料で公開されるケースもある。ただし、J-STAGE のような形態をオープンアクセスと呼べるかについては議論の余地がある。また BioMed Central などは低所得国の研究者でも投稿できるように、費用の一部または全額を免除している。これらのオープンアクセス誌に掲載することをゴールドオープンアクセスと呼ぶ。
ゴールドOAモデルでは、出版社はすべての記事と関連コンテンツを、ジャーナルのWebサイトから無料で利用できるようにしている。このような出版物では、記事はクリエイティブ・コモンズライセンスなどを介して共有および再利用するためにライセンスが公開されている。APCに課金する少数のゴールドオープンアクセスジャーナルは、「著者支払い」モデルに従っているが 、これはゴールドOAの固有の特性というわけではない。
また、一定期間経過した論文をオンラインで無料公開する方式もあり、これはエンバーゴと呼ばれている。研究者によっては、ハイブリッドもエンバーゴもゴールドOAに含める場合があるが、オープンアクセスを主導してきた一人であるスティーブン・ハーナッドのように、エンバーゴ方式でフリーとなるものはオープンアクセスと認めないとするものもいる。

### グリーン（Green OA）
オープンアクセス誌への掲載に依らず、セルフアーカイブを行うことでオープンアクセスを達成する方法を、グリーンオープンアクセスと呼ぶ。具体的には、出版社による出版ではなく、研究者自身の手によって研究成果を機関リポジトリや著者（研究者）が管理するWebページ、研究資金を提供したり仲介した研究機関のWebページ、または誰でも無料で論文をダウンロードできる独立リポジトリなどを利用して、オンライン上で研究成果を無料公開することを意味している。すなわちグリーンOAは、読者のみならず論文の著者にとっても無償となる。一部の出版社（5％未満、2014年現在）では、出版社が持つ著作権の部分的な無料ライセンスといった形式で提供される。アーカイブ先としてはarXivやアメリカ国立衛生研究所 (NIH) のPMCが有名である。しかしながら、掲載された論文は出版社が著作権を保持していることも多く、他の雑誌への転載などは当然認められないため、自由な利用という点で大きな問題となっている。

### ハイブリッドOA
ハイブリッドオープンアクセスジャーナルは、オープンアクセス記事とクローズドアクセス記事が混在する方式である。このモデルは、購読による資金回収を行うとともに、著者（または研究スポンサー）が掲載料を支払った記事に関してのみオープンアクセスを提供する、というスタイルである。すなわり、従来の購読型学術雑誌であるが著者が費用を払うことによって、その論文をオープンアクセスにすることができる雑誌である。ただし、ハイブリッド型は料金の読者・著者からの二重取りの問題もあり、純粋なオープンアクセスとは言えないのではないかという意見もある。

### ブロンズOA
ブロンズオープンアクセスは、出版社のページでのみ自由に読むことができる形式であり、明確なライセンスが示されていないものである。そのため、このような記事は通常、再利用することができない。

### ダイヤモンド/プラチナOA
著者の論文掲載料を請求せずにオープンアクセスを公開するジャーナルは、ダイヤモンドまたはプラチナOAと呼ばれる。読者や著者に直接請求することはないため、このような出版社は、広告、学術機関、学会、慈善家、政府の助成金などの外部ソースからの資金提供を必要とすることが多い。ダイヤモンドOAジャーナルは、ほとんどの分野で利用可能であり、通常は小規模（年間25記事未満）で、多言語であることが多い（38％）。

### ブラックOA

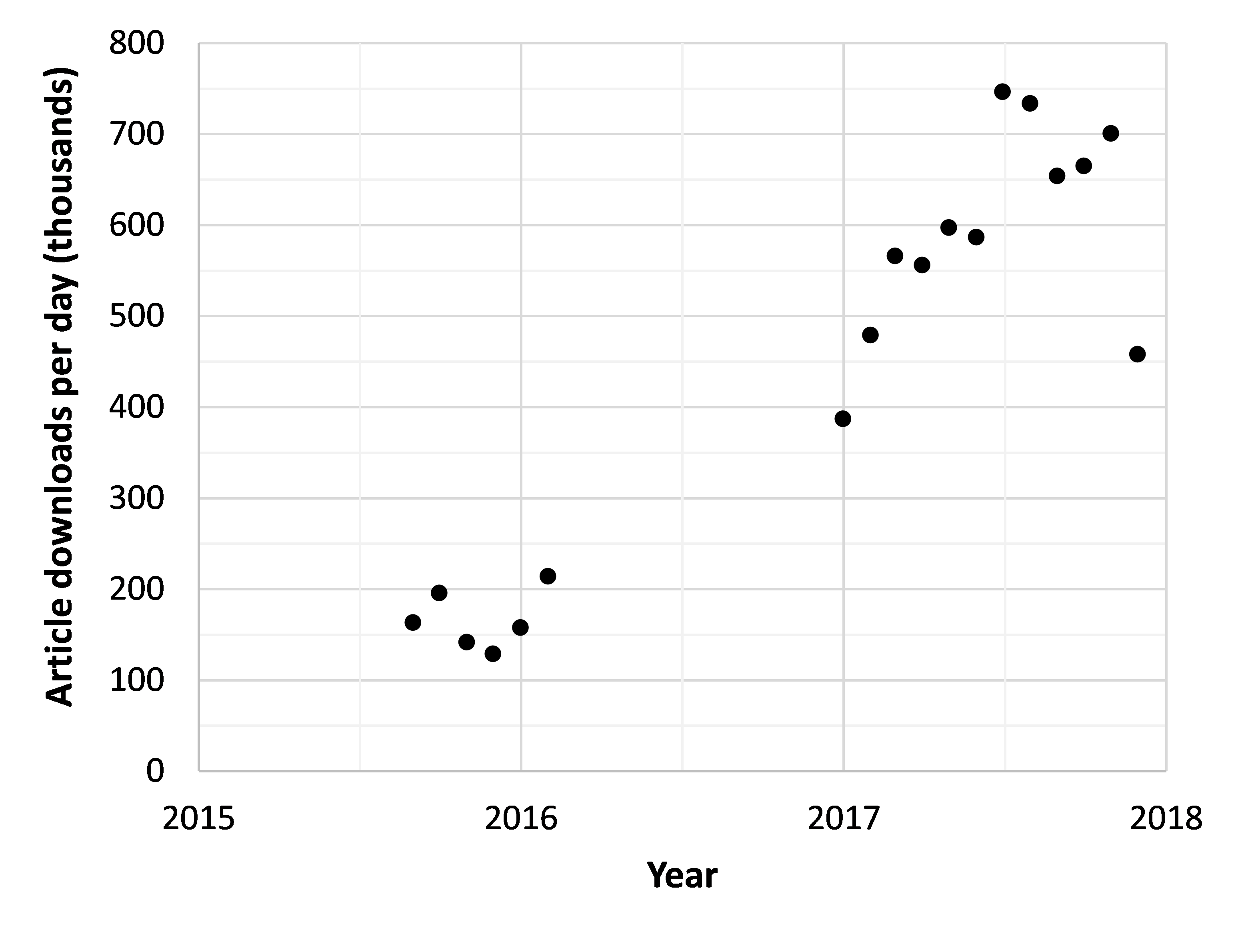
Sci-Hub（ブラックオープンアクセス）に関する記事のダウンロード率。

大規模な著作権侵害による無許可のデジタルコピーによって、購読費用が掛かる文献へ無料アクセスすることが可能な場合がある。これは、既存のソーシャルメディアサイト（例：ICanHazPDFハッシュタグ）や専用サイト（例：Sci-Hub）などが含まれる。これはオープンアクセスというよりも、既存の研究成果の公表方式に対する技術的な実装であって、購読が必要な文献にアクセスできる人がその文献のコピーを他者に共有している、とみなすこともできる。ただし2010年以降、その使いやすさと規模の拡大により、購読出版物を扱う人の数が大きく増加した。

### 無料と再配布
BOAIの定義では、無料コンテンツを定義するとともに、無料と自由（'gratis' and 'libre'）という用語を使用して、無料で利用できることと、自由に利用できることを区別している。「無料のオープンアクセス」とは、無料のオンラインアクセス（「無料で利用可能」）を指し、「自由なオープンアクセス」とは、無料のオンラインアクセスと追加の再利用権（「自由に利用可能」）を指す。「自由なオープンアクセス」は、ブダペスト・オープンアクセス・イニシアティヴ、オープンアクセス出版に関するベセスダ声明、自然・人文科学における知識へのオープンアクセスに関するベルリン宣言で定義されている種類のオープンアクセスを対象としている。「自由なオープンアクセス」の再利用権は、多くの場合、さまざまな特定のクリエイティブコモンズライセンスによって指定されている。これらはすべて、著者に対して、最小限の原文著者への帰属の表記を必要としている。 2012年には「自由なオープンアクセス」の元で公開される研究成果は急速に増加したと考えられているが、オープンアクセスでは著作権ライセンスを強制することがほとんどのできず伝統的なジャーナルで「自由な」ゴールドOAを促進するには至らなかった。ただしグリーンリOAについては、掲載費用や特別な制限はなく、プレプリントのように無料ライセンスで自由に投稿することができ、ほとんどのオープンアクセスリポジトリではクリエイティブコモンズライセンスを使用して再利用が可能になっている。

### FAIR
FAIRは、検索可能（Findable）、アクセス可能（Accessible）、相互運用可能（Interoperable）、再利用可能（Reusable）、の頭字語であり、オープンアクセスという用語の意味をより明確に定義し、概念を議論しやすくすることを目的としている。2016年3月に最初に提案され、その後、欧州委員会やG20などの組織によって承認された。

## 特徴
オープンサイエンスまたはオープンリサーチの出現により、多くの議論が巻き起こった。それまでは一般的に、学術成果の発表のためには、論文著者はさまざまな記事提出システムと格闘して何時間もの時間を費やし、多数のジャーナルや会議の原稿スタイルに合わせてフォーマットを変換し、ピアレビューの結果を待つために数か月を費やす場合があった。このような背景のもと、特に北米とヨーロッパにおいて、オープンアクセスとオープンサイエンス、オープンリサーチの概念が広まり、その社会的および技術的移行に関して多くの議論が繰り広げられてきた（ラテンアメリカは2000年以前からすでに独自のオープンアクセス形式として、「Acceso Abierto」を広く採用している ）。
（オープンな）学術的実践の分野では、政策立案者や研究資金提供者の役割がますます大きくなってきており、例えば公的資金による研究のキャリアインセンティブや研究評価、ビジネスモデルなどの問題について焦点が当てられている。2019年前後には、Plan SやAmeliCA（Open Knowledge for Latin America（ラテンアメリカのためのオープン知識））などが、学術コミュニケーションにおける議論の波を引き起こした。

### ライセンス

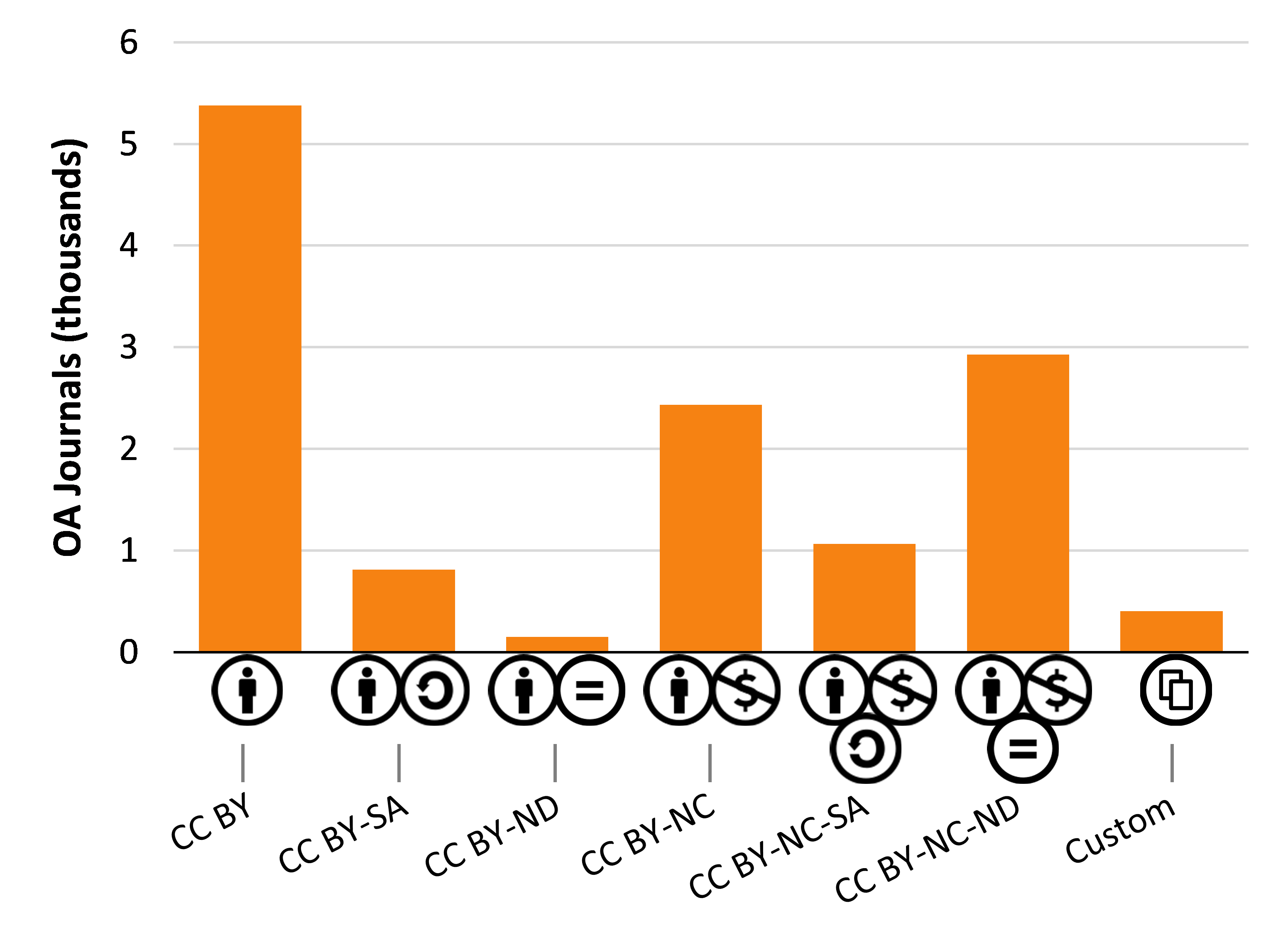
DOAJのゴールドおよびハイブリッドOAジャーナルで使用されるライセンス。

サブスクリプションベースの出版では、通常、著作権を著者から出版社に譲渡して、出版社が作品の配布と複製を通じてプロセスを収益化できるようにする必要がある。一方でOA出版では、通常、著者は自分の作品の著作権を保持し、その複製を出版社にライセンス供与する、という形式を取る。著者による著作権の保持を可能にすることによって、著者は論文等の管理（画像の再利用など）やライセンス契約（他者による配布を許可するなど）を行うことが可能になり、学問の自由がよりサポートされる。
オープンアクセス出版で使用される最も一般的なライセンスはクリエイティブ・コモンズ・ライセンスである。広く使用されているCC BYライセンスは、最も寛容なものの1つであり、素材の使用を許可する（および派生、商用利用を許可する）ために帰属を要求するだけである。より制限の厳しいクリエイティブコモンズライセンスの範囲も、使用されることがある。またごく稀に、小規模な学術雑誌において、カスタムのオープンアクセスライセンスを使用するものもある。一部の出版社（例： Elsevier ）は、OA記事に"author nominal copyright"(著者名称の著作権)のライセンスを使用している。この場合、著者は名前のみに著作権を保持し、すべての権利は出版社に譲渡される。

### 資金調達
オープンアクセス出版は読者に課金をしないため、他の手段で費用をカバーする必要があり、そのために使用される多くの財務モデルが存在する。オープンアクセス雑誌は、オープンアクセスだけではなく従来の購読ベースのジャーナルも出版する商業出版社、またはPublic Library of Science （PLOS）やBioMed Centralなどのオープンアクセス専門の出版社によって、提供される。オープンアクセスの一つの資金源は、機関加入者であることがある。この一例は”Subscribe to Open”（「オープン化への登録」）と呼ばれる公開モデルであり、年次レビューによって提供される。このモデルでは、購読収入の目標が達成された場合、指定されたジャーナルのボリュームがオープンアクセスで公開されるようになる、というものである。
オープンアクセスの長所と短所は、研究者、学者、図書館員、大学の管理者、資金提供機関、政府関係者、商業出版社、編集スタッフ、社会出版社の間でかなりの議論を引き起こしている。オープンアクセスジャーナルの出版に対する既存の出版社の反応は大きく、新しいオープンアクセスビジネスモデルに移行を目指すものや、可能な限り多くの無料またはオープンアクセスを提供する実験的なもの、オープンアクセスの提案に対する積極的なロビー活動、などにまで及んだ。PLOS、Hindawi Publishing Corporation、Frontiers Media、 MDPI 、 BioMed Centralなど、オープンアクセスのみの出版社としてスタートした出版社は数多く存在する。

### 論文掲載料

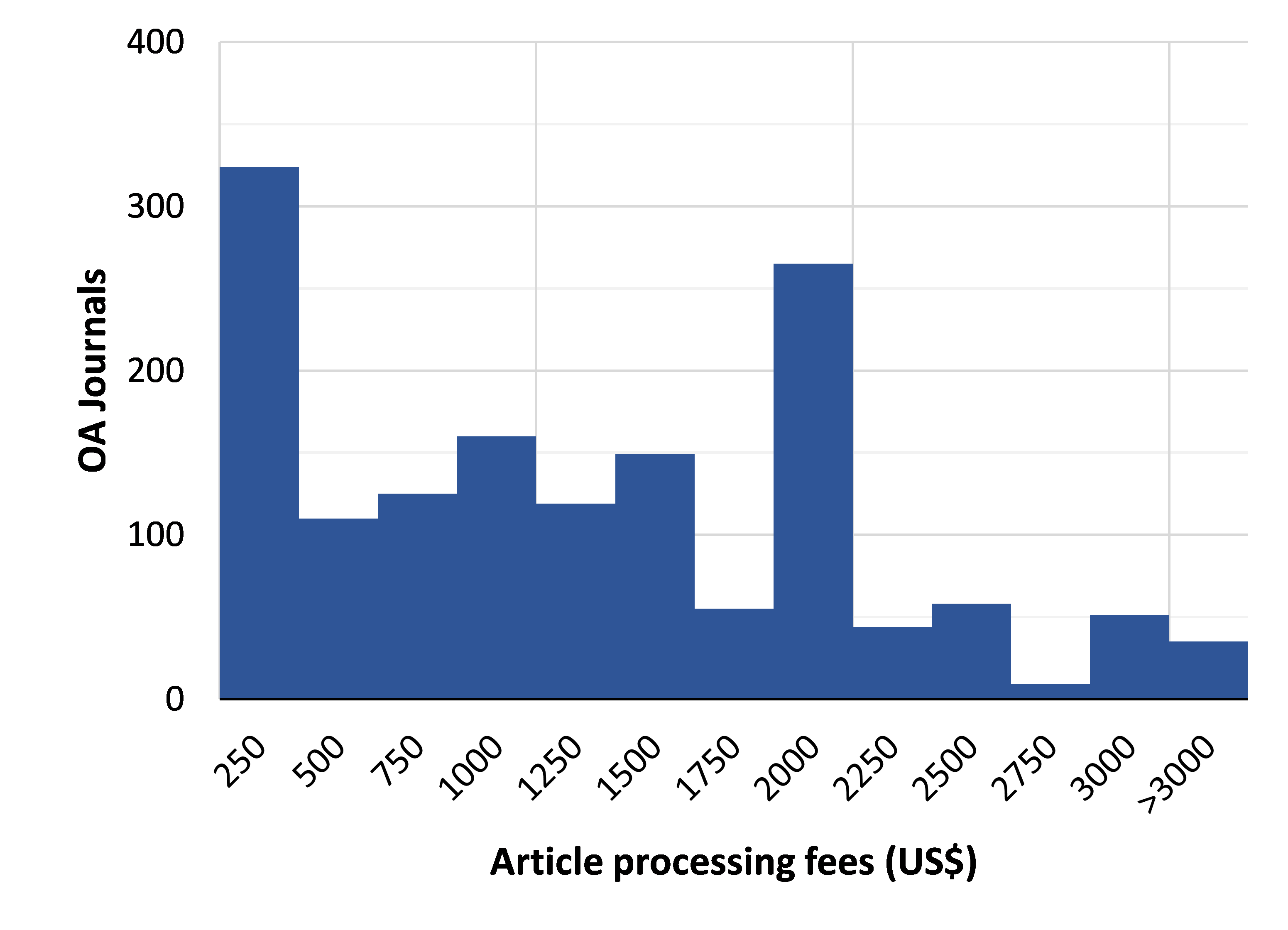
DOAJのゴールドOAジャーナルによる論文掲載料。

一部のオープンアクセスジャーナル（ゴールドモデルおよびハイブリッドモデル）は、掲載時に作品を公開するために掲載料を請求することで収益を上げている。その費用は、著者の自腹で支払われることもあるが、多くの場合は著者の研究助成金や雇用主に由来する場合が多い。支払いは通常、公開された記事ごとに発生する（例：BMCまたはPLOSジャーナル）が、一部のジャーナルでは提出原稿ごと（例：Atmospheric Chemistry and Physics）または著者ごと（例：PeerJ ）に費用が発生する。
料金は通常$ 1,000〜$2,000の範囲であるが、$10未満または$5,000を超える場合もある。 APCは分野によって大きく異なり、科学雑誌と医学雑誌で最も一般的であり（それぞれ、43％と47％）、芸術と人文科学の雑誌で最も低くなっている（それぞれ0％と4％）。APCは、ジャーナルのインパクトファクターにも依存する可能性がある。一部の出版社（ eLifeやUbiquity Pressなど）は、APCを設定する直接および間接コストの見積もりを発表している。ハイブリッドOAは通常、ゴールドOAよりもコストが高く、サービス品質が低くなる可能性がある。ハイブリッドオープンアクセスジャーナルでは、著者と購読者の両方が課金される「ダブルディッピング」という方式が取られることも多く、物議を醸している。
一方で、従来型のジャーナルの購読は、発行記事ごとに$3,500〜 $4,000相当の支払いが必要になるが、この額は発行者によって大きく異なってくる（さらに、一部のページでは別途料金がかかることもある）。これにより、OAへの完全な移行を可能にするのに十分な資金が「システム内に」あるという評価につながった。ただし、切り替えによって費用効果が高くなる機会が得られるのか、それとも出版へのより公平な参加が促進されるのかについては、現在も議論が続いている。購読ジャーナルの価格の上昇はAPCの上昇に反映され、経済的に特権のない著者への障壁となることが懸念されている。一部のゴールドOA出版社は、発展途上の経済圏の著者の料金の全部または一部を免除している。通常、著者が料金の免除を要求したかどうか、そしてそれが許可されたかどうかを査読者が知らせないような措置や、あるいはすべての論文がジャーナルに金銭的利害関係のない独立した編集者によって承認されるようにするための措置が取られる。著者に料金の支払いを要求することに反対する主な議論は、査読システムへのリスクであり、科学雑誌の出版の全体的な質を低下させる可能性がある。

### 助成
「プラチナ」または「ダイヤモンド」としても知られる無料のオープンアクセスジャーナル は、読者にも著者にも料金を請求しない。これらのジャーナルは、助成金、広告、会費、寄付金、ボランティア労働など、さまざまなビジネスモデルを使用している。助成金の出所は、大学、図書館、美術館から財団、学会、政府機関まで多岐にわたる。一部の出版社は、他の出版物または補助的なサービスや製品から相互助成金を受給する場合がある。たとえば、ラテンアメリカのほとんどのAPCフリーのジャーナルは、高等教育機関によって資金提供されており、出版のための機関の所属を条件としていない。逆に、Knowledge Unlatchedでは、モノグラフをオープンアクセスで利用できるようにするために、資金をクラウドソーシングしている。
その広がりの推定値はさまざまですが、APCのない約10,000のジャーナルがDOAJ とFree Journal Networkにリスト化されている。APCを含まないジャーナルは、範囲がより小さく、より地方地域的である傾向がある。また、特定の所属機関を持つ著者が投稿する必要があるものもある。

### プレプリントの使用

SHERPA / RoMEOごとのオープンアクセス共有権を持つ学術雑誌記事（プレプリント、ポストプリント、および発行済み）の一般的な発行ワークフロー。

「プレプリント」は通常、正式な査読プロセスの前または最中にオンラインプラットフォームで共有される研究論文のバージョンを指す。プレプリントプラットフォームは、オープンアクセスパブリッシングへの意欲が高まっているために人気があり、パブリッシャー主導またはコミュニティ主導にすることができる。現在、さまざまな分野固有またはクロスドメインのプラットフォームが存在する。

### 後の論文出版に対するプレプリントの影響
プレプリントを取り巻く永続的な懸念は、作品が盗聴またはスクープ（横取り）されるリスクがある可能性があることである。つまり、公開されているがまだ査読者や従来のジャーナルからの承認を受けていない状態で、同様または類似の研究が元のソースに適切に帰属することなく他の人によって公開されることである。これらの懸念は、学業や資金調達をめぐる競争が激化するにつれて増幅されることが多く、初期のキャリアの研究者や学界内の他のリスクの高い人口統計にとって特に問題であると認識されている。物理学の分野では、掲載前の論文であるプレプリントを共有し、同分野の研究者からフィードバックを得る仕組みは文化として定着しており、arXiv はオープンアクセスの成功した事例の一つとして挙げられる。一方で競争の激しい分野、たとえば生物医学分野では、このように他の研究者に出し抜かれることを恐れるため、プレプリントの共有という文化は確立が遅かった。
ただし実際には、プレプリントはこのようなスクープから保護する役割も担っている。従来の査読ベースの出版モデルとプレプリントサーバーへの記事の寄託との違いを考慮すると、プレプリントとして最初に提出された原稿のスクープの可能性は低くなる。従来の出版シナリオでは、原稿の提出から受理、そして最終的な出版までの時間は数週間から数年に及ぶ可能性があり、最終的な出版の前に数回の改訂と再提出を経る。この間、同じ研究が外部の共同研究者と広範囲に議論され、会議で発表され、関連する研究分野の編集者や査読者によって読まれる。しかし、そのプロセスの公式の公開記録は通常は公開されない（たとえば、査読者は通常匿名であり、レポートはほとんど公開されない）。オリジナルがまだレビューされている間に同一または非常に類似した論文が公開された場合、その出所を確立することは不可能である。一方で、プレプリントは、発行時にタイムスタンプを提供する。これは、科学的主張の「発見の優先順位」を確立するのに役立つ（Vale and Hyman2016）。つまりこれは、プレプリントが研究のアイデア、データ、コード、モデル、および結果の出所の証明として機能できることを意味している。プレプリントの大部分に永続的な識別子（通常はデジタルオブジェクト識別子（DOI））が付属しているという事実も、引用と追跡を容易にする。したがって、十分な承認なしにスクープされたとすれば、これは学問上の不正行為や盗用の事例であり、そのように追求することが可能となる。
1991年以来プレプリントを共有するためにarXivサーバーの使用を広く採用しているコミュニティでさえ、プレプリントを介した研究のスクープが存在するという証拠は存在しない。プレプリントシステムの成長が続くにつれて、ありそうもないスクープのケースが発生した場合、それは学術的な不正行為として扱うことができる。ASAPbioは、プレプリントFAQの一部として一連の架空のスクープシナリオを含み、プレプリントを使用することの全体的な利点が、スクープに関する潜在的な問題を大幅に上回っていることを示した。特に初期のキャリアの研究者にとって、プレプリントの利点（学術研究の迅速な共有、著者に面した料金なしのオープンアクセス、発見の優先順位の確立、ピアレビューと並行してまたはその前に幅広いフィードバックを受け取る、およびより幅広いコラボレーションの促進）は、認識されているリスクを上回っている。

### アーカイブ
グリーンOAは、著者のセルフアーカイブを指す。この手段では、記事のバージョン（多くの場合、「ポストプリント」と呼ばれる編集植字前の査読バージョン）が機関および/または主題リポジトリにオンラインで投稿される。この手段はジャーナルまたは出版社のポリシーに依存することが多く 、デポジットの場所、ライセンス、および禁輸要件に関するそれぞれの「ゴールド」ポリシーよりも制限が厳しく複雑になる可能性がある。一部の出版社は、即時のセルフアーカイブはサブスクリプション収入の損失のリスクがあると主張し、公開リポジトリに保管するまでに適当な期間（エンバーゴ、Embargoes; 禁輸期間の意味）を開ける必要がある 。

### エンバーゴ

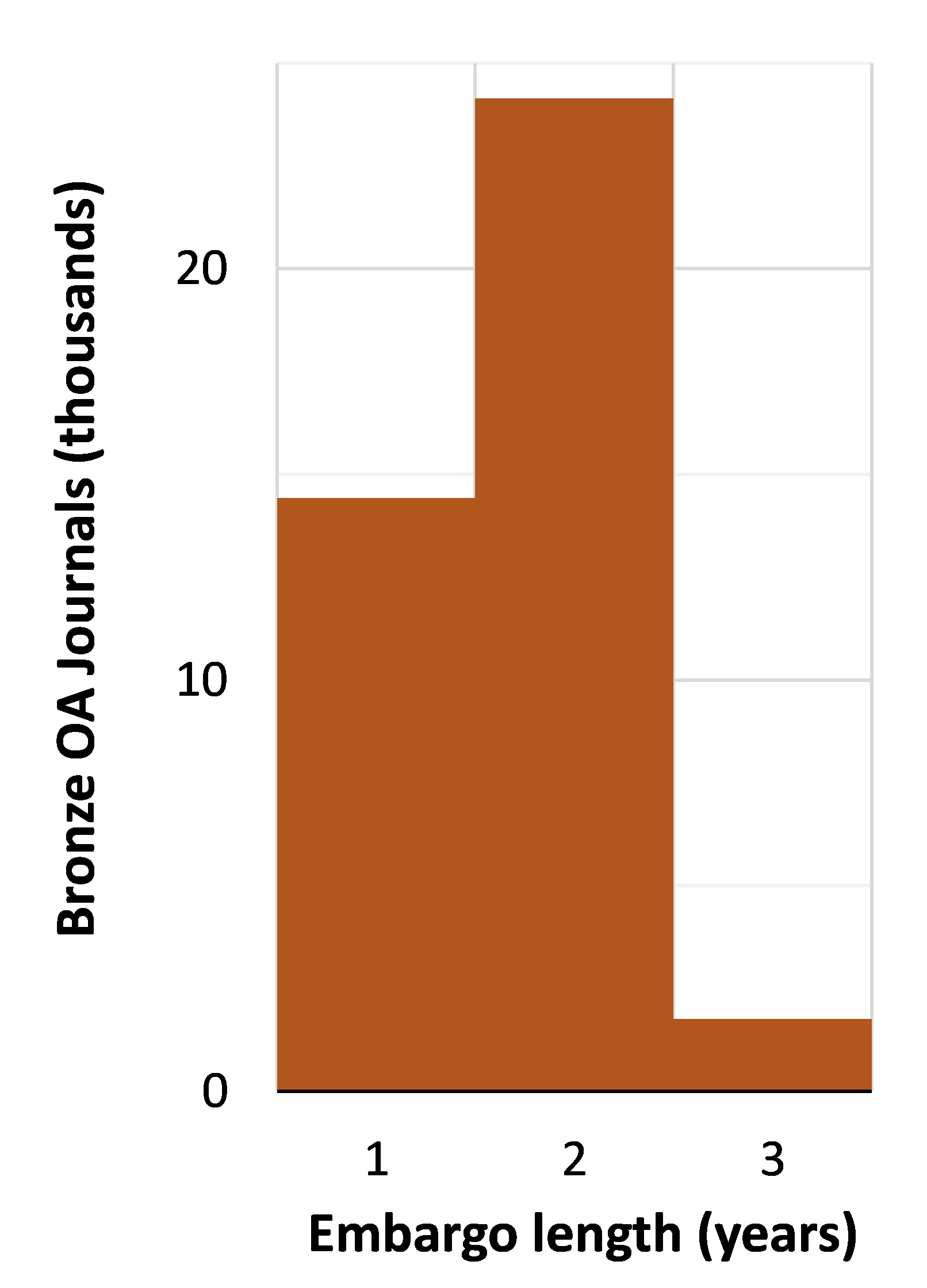
ブロンズのエルゼビアジャーナルの禁輸期間の長さ。

エンバーゴはジャーナルの20〜40％によって課されており、その間、セルフアーカイブ（グリーンOA）を許可したり、無料版（ブロンズOA）をリリースしたりする前に、記事はペイウォールになる。エンバーゴ期間は通常、 STEMでは6〜12か月、人文科学、芸術、社会科学では12か月を超える。一方で、エンバーゴのないセルフアーカイブは、購読収入に影響を与えることは示されておらず 、読者数と引用数を増やす傾向があることが示されている。過去には、期間限定で特定のトピックに関するエンバーゴが解除された例がある（例：ジカ熱の発生、先住民の健康 ）。Plan Sには、エンバーゴ期間の設定を撤廃することが主要な原則として含まれている。

## 経緯と展開
第二次世界大戦以降に行われたアメリカ・ソ連を代表とした研究助成および高等教育の支援は、研究者数を増加させ、学術論文と学術雑誌を増加させていった。学術論文の増加は、学術雑誌における編集プロセスの増大や出版費用の増加を引き起こした。これに加え、出版業界の合併・買収による市場寡占が原因となり、学術雑誌の価格は高騰していった。1970年ごろから学術雑誌の価格は毎年10%ほど上昇を続け、これは大学図書館の購入予算の伸びよりも大きく、1990年ごろには大きな問題となっていた。購読を中止する図書館もあらわれ、それがさらなる価格上昇へとつながっていった。シリアルズ・クライシスと呼ばれる問題である。日本の国立大学でもこのシリアルズ・クライシスの影響を受け、海外誌の受け入れは1990年から激減している。大学図書館は共同購入体制を確立し、この難局を乗り切ろうとした。この頃、インターネットの発展とともに電子ジャーナルが増え始め、ビッグディール（包括契約方式）という契約が盛んに結ばれた。ビッグディールとは、ある出版社が発行している電子ジャーナルの全てまたは大部分にアクセスできるという契約で、わずかな料金の上乗せで多数の電子ジャーナルを閲覧できるようになる。論文1本あたりの単価は安くなり、また規模の小さな図書館であっても大規模な図書館と同等の資料にアクセスできることなどから、シリアルズ・クライシスの救世主としてもてはやされた。
しかし、ビッグディール契約を結ぶことは大きな固定費を抱え込むこととなり、予算の柔軟性を欠く結果となる。大規模機関ともなると、たった一つのビッグディール契約でも数百万ドルかかるという。また、ビッグディールは図書館の資料購入費全体を圧迫し、ジャーナル以外の購入に悪影響を及ぼす。特に、ジャーナルではなく単行書での出版が一般的な人文系の研究には影響が大きい。実際に一橋大学附属図書館は、電子ジャーナル購入費により単行書予算が圧迫されたのを一つの理由として、電子ジャーナルの契約を解除している。その上、高額な契約にもかかわらず、予算節約のためにいくつかのタイトルを契約解除するといったことが出来ず、「全か無か」といった形になるのもマイナスポイントである。オープンアクセスに深い関わりを持つジャーナリストのリチャード・ポインダーはビッグディールを「カッコウ」と表現し、「カッコウは、ひとたび巣に居座るや否や、餌を食いつくし、他の雛を追い出してしまう。」とビッグディールの危険性を指摘している。結局、ビッグディールは一時しのぎに過ぎず、シリアルズ・クライシスの救世主とはならなかった。
こうした学術雑誌の寡占と価格高騰という研究成果の自由な流通を妨げる状況を打破しようと、1994年、スティーブン・ハーナッドはメーリングリストに「転覆提案」と題した文章を投稿した。出版社が支配する体制を「転覆」させ、研究者がセルフアーカイブを用いて論文を公開するのが、あるべき姿だと説いていた。ハーナッドがセルフアーカイブのお手本として挙げたのが、E-print archive であった。1991年にロスアラモス研究所のポール・ギンスパーグによって始められた E-print archive は、物理学分野のプレプリントサーバであり、投稿された論文は自由に利用できるものであった。研究者にとって論文出版とは、自分の研究を世に知らしめ、研究者としての評価を高めるためにあり、利益を求めるためのものではないという考え方が根底にあり、ハーナッドの提案もこれに則ったものであった。ハーナッドの提案は反響を呼び、本にもまとめられた。ポインダーは、ハーナッドのこの提案をオープンアクセスの原点に挙げている。
オープンアクセスの歴史において SPARC (Scholarly Publishing and Academic Resources Coalition) もまた、重要な源流として知られる。SPARCはアメリカ研究図書館協会 (Association of Research Libraries, ARL) が、価格高騰と市場の寡占に不満を覚え、商業出版社に対抗するため1998年に設立したもので、初期には競合誌の発行が主な活動であった。その狙いは、競争原理により既存の学術誌の価格を下げさせることであった。エルゼビアの Tetrahedron Letters の対抗誌として、アメリカ化学会と組んで創刊した Organic Letters は大きな成功を収めたが、狙いとしていた価格引き下げとまでは至らず、既存の大手出版社を揺るがすほどではなかった。
ハロルド・ヴァーマスが中心となって、2000年に PLoS (Public Library of Science) が発足した。PLoS は商業出版社に対し、出版から6ヶ月以内に公開アーカイブへ論文を提供することを求め、これに応じない場合は投稿、購読などについてボイコットを行うという声明を出した。3万人以上の研究者から署名が集まったにもかかわらず、これに応じた出版社もボイコットを行った研究者も存在しなかった。
2001年12月、オープンアクセスに関する初めての国際会議がブダペストで開催された。この会議に基づいて2002年に公表されたブダペスト・オープンアクセス・イニシアティヴ (BOAI) は、オープンアクセスという用語を広め、オープンアクセスに理論的基盤を与えたと言われる大きな転換点であった。BOAI ではオープンアクセスの実現方法について、BOAI-I（グリーンロード）と BOAI-II（ゴールドロード）を提示している。BOAI-I は自身のWEBサイトや機関リポジトリを用いてセルフアーカイブを行う方法で、ハーナッドが強く提唱している方法である。BOAI-II はオープンアクセスジャーナルの出版によってオープンアクセスを達成する方法である。
これと前後する2000年には、最初のオープンアクセス専門の出版社、BioMed Central が設立され、2003年には PLoS もオープンアクセス誌 PLoS Biology を発刊している。最初のオープンアクセスジャーナルがどれなのか、について定説はないが、オープンアクセスを広い意味で捉えれば、世界最初の電子ジャーナル「New Horizons in Adult Education」が最も古いオープンアクセスジャーナルであり、狭義にはフロリダ昆虫学会の「Florida Entomologist」において、著者が費用を負担し読者が無料で読むことができるという、その後のオープンアクセスジャーナルにつながるサービスを1994年に開始したのが原点であると考えられている。
その後、オープンアクセス運動はさまざまな批判を受けながらも、着実にシェアを拡大し、大手商業出版社も参入する事態となっている。また、メガジャーナルと呼ばれるタイプのオープンアクセスジャーナルも誕生している。

## 政府および助成機関の対応
アメリカ国立衛生研究所 (NIH) は2004年に NIH からの助成を受けて行われた研究の成果は PMC に無料公開すべきという勧告を打ち出した。出版業界からの反発がありながらも、2005年5月2日にこの勧告は実施された。しかし義務ではなかったため、2年経っても19%が論文を登録したに過ぎなかった。この事態を受けて義務化法案が推し進められ、ブッシュ大統領が歳出額の過剰を理由に拒否権を発動させることもあったが、2007年に法案は可決され、助成を受けた研究のパブリック・アクセスは義務化されるようになった。NIH の考えは他の助成機関にも影響を与え、公的資金による成果は公開されるべきという考えを広めていった。ただし、これは NIH の自発的なアイデアではなく、SPARC などがオープンアクセス推進のために活動した結果である。商業出版社側の反発も多く、エルゼビアなどは2011年にこの義務化を無効化する法案 Research Works Act (H.R.3699) を提出したが、翌2012年から学界の春と呼ばれるエルゼビアボイコット運動が起きたことからエルゼビアは同法の支持を撤回し、結果同法は取り下げられた。イギリスでは政府や公的助成機関がオープンアクセスを推奨しており、2012年にはイギリスの研究情報ネットワーク (Research Information Network、RIN) が公表した、通称フィンチレポートが注目を浴びた。フィンチレポートはオープンアクセス達成に向けた10の提言がなされており、再利用可能性やエンバーゴ期間の問題から、グリーンロードではなくゴールドロード、つまりオープンアクセスジャーナルおよびハイブリッドジャーナルを推進している。これを受けて英国研究会議 (Research Councils UK、RCUK) は助成をうけた研究の義務化方針を発表した。フィンチレポートはゴールド偏重であるとして批判も浴びている。EU でも公的助成を受けた研究はオープンアクセスを義務化する動きがある。
スイスのCERN（欧州原子核研究機構）が中心となって取り組んでいる SCOAP3 (Sponsoring Consortium for Open Access Publishing in Particle Physics) は、高エネルギー物理学分野における学術論文のオープンアクセス化を目指す国際的なプロジェクトである。SCOAP3が目指すオープンアクセス化の手法は、大学などの機関が支払っていた購読料を雑誌の出版費用に振り替えるというものである。これにより著者は費用負担なしでオープンアクセスを実現できる。プロジェクトの運用は2014年1月から始まった。

### 註釈
1. ↑  “ブダペスト・オープンアクセス・イニシアティヴから10年：デフォルト値を「オープン」に”.   ブダペスト・オープンアクセス・イニシアティヴ (2012年9月12日). 2015年4月11日閲覧。
2. ↑  “Bethesda Statement on Open Access Publishing”.  アーラム大学 (2003年6月20日). 2015年4月11日閲覧。
3. ↑  “Berlin Declaration”.  マックス・プランク研究所. 2015年4月11日閲覧。
4. ↑  転覆計画[125]、破壊的提案[157]とも。